# Christa Zellmer
Christa Zellmer (geborene Holzheuer; * 5. November 1930 in Ströbitz, heute Ortsteil von Cottbus; † 14. Oktober 2002 in Frankfurt (Oder)) war eine deutsche Politikerin (SED). Sie war 1988/1989 Erste Sekretärin der SED-Bezirksleitung Frankfurt (Oder).

## Leben
Zellmer wurde als Tochter einer Arbeiterfamilie geboren. Sie absolvierte nach dem Besuch der Volksschule eine kaufmännische Lehre und arbeitete anschließend als Einzelhandelskauffrau. Im Juni 1947 wurde sie Mitglied der SED. 1950 übernahm sie die Leitung einer Jugendverkaufsstelle in Cottbus. Von 1952 bis 1965 wirkte sie als Sekretär des DFD-Bezirksverbandes Frankfurt (Oder). Nach einem Studium an der Parteihochschule „Karl Marx“ mit dem Abschluss als Diplom-Gesellschaftswissenschaftler war sie 1965/1966 als Sekretär beim Rat des Bezirkes eingesetzt. Anschließend fungierte sie von Februar 1966 bis November 1988 als Sekretär für Agitation und Propaganda der SED-Bezirksleitung Frankfurt (Oder) als Nachfolgerin von Wilfried Maaß. Sie war 1967 eine von drei Frauen unter den 119 Mitgliedern der Bezirksekretariate der SED.
Zellmer war ab Juni 1971 Kandidat und von Juni 1975 bis Dezember 1989 Mitglied des ZK der SED.
Am 3. November 1988 trat Zellmer die Nachfolge des Ende September verstorbenen Ersten Sekretärs der SED-Bezirksleitung Frankfurt (Oder) Hans-Joachim Hertwig an. Es war das erste und auch einzige Mal, dass eine Frau Erster Sekretär einer SED-Bezirksleitung wurde. Am 15. November 1989 trat sie mit dem gesamten Sekretariat der SED-Bezirksleitung zurück und begründete den Rücktritt aus der Mitverantwortung für die angestauten Probleme im Bezirk.

## Schriften
- Land am Strom der Freundschaft. Oderbezirk in Wort und Bild. Bezirksleitung der SED, Frankfurt (Oder) 1969.
- Wer – wenn nicht wir. Frankfurt (Oder), Bezirk mit Profil und Perspektive. Bezirksleitung der SED, Frankfurt (Oder) 1971.

## Auszeichnungen
- Vaterländischer Verdienstorden in Bronze (1969) und in Silber (1976)[7]